# April O’Neil

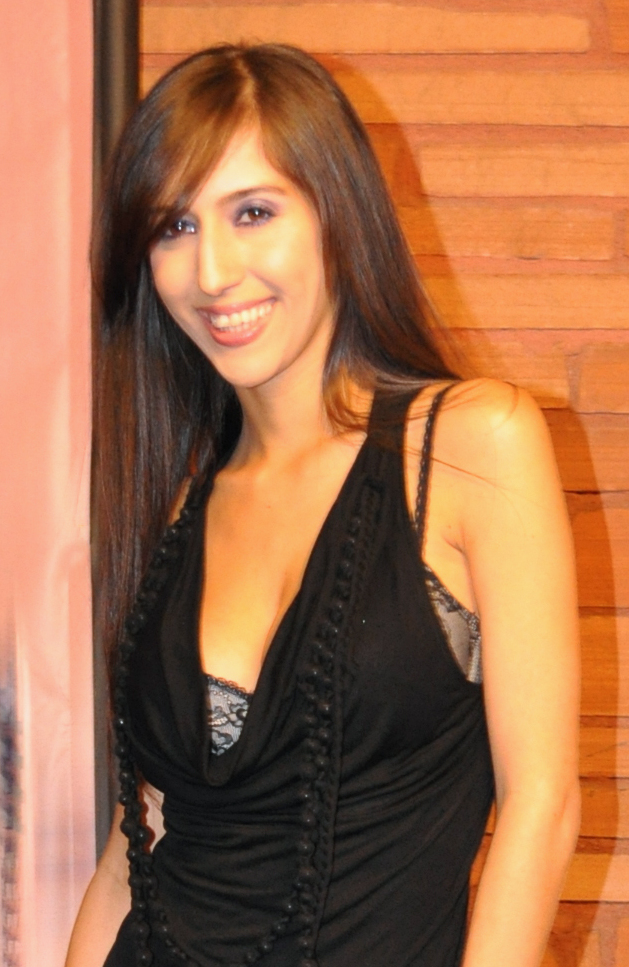
April O’Neil bei den AVN Awards 2011 in Hollywood

April O’Neil (* 7. April 1987 in Phoenix, Arizona) ist eine US-amerikanische ehemalige Pornodarstellerin und -regisseurin.

## Karriere
2008 begann O’Neil ihre Karriere in der Pornofilmindustrie. Ihr Pseudonym wählte sie nach der gleichnamigen Wissenschaftlerin aus der Comicserie Teenage Mutant Ninja Turtles. 2011 wurde sie für den XBIZ New Star Award sowie 2012 für die AVN Awards für die beste Tease- und Boy/Girl-Sexszene nominiert. 2013 wurde sie mit dem AVN Twitter Queen Award ausgezeichnet. 2014 erhielt sie den XBIZ-Award als beste Girl/Girl-Performerin des Jahres.
Ihre letzte Szene drehte sie 2022. In ihrer aktiven Zeit spielte sie in 527 pornographischen Filmen mit, darunter ausgezeichnete Filme wie Buffy the Vampire Slayer XXX: A Parody. Ein Schwerpunkt lag dabei auf Porno-Parodien bekannter Spielfilme und Serien wie Doctor Whore Porn Parody, The Godfather XXX, Fap to the Future: The XXX Parody, Gnardians of the Galaxy and Other Porn Parodies oder Game of Bones. In sieben Filmen führte sie zwischen 2017 und 2019 Regie.

## Privates
O’Neil bezeichnet sich selbst als Nerd und Gamerin, am liebsten spiele sie RPGs.